# Héricourt-en-Caux
Héricourt-en-Caux är en kommun i departementet Seine-Maritime i regionen Normandie i norra Frankrike. Kommunen ligger i kantonen Ourville-en-Caux som tillhör arrondissementet Le Havre. År 2022 hade Héricourt-en-Caux 950 invånare.

## Befolkningsutveckling
Antalet invånare i kommunen Héricourt-en-Caux
| Referens: INSEE |